# 유추해석금지의 원칙
유추해석금지의 원칙(類推解釋禁止의 原則, lex stricta)은 법률에 규정이 없는 사항에 대해 그것과 유사한 성질을 가지는 사안에 관한 법률을 적용하는 것을 금하는 형법상의 법리를 말한다. 형벌법규에 처벌의 대상으로서 명시되지 않은 사항에 대하여 유추적용해서는 안된다는 것이다.
처벌규정의 내용(소극적 구성요건)을 문언의 의미 범위를 벗어나 유사한 사례에 적용하면 유추해석금지의 원칙에 어긋날 수 있다. 이는 죄형법정주의의 파생원칙으로, 명확한 법률 규정이 없는 상황에서 '행위자의 책임을 확대해석'하는 것을 방지하기 위한 것이다.

## 판례
- 친고죄에서의 고소, 반의사불벌죄에서 불처벌의 의사표시와 같은 소추조건에 대해서는 피고인에게 불리한 유추적용은 금지된다[1]
- 형벌법규의 해석은 엄격하여야 하고 명문규정의 의미를 피고인에게 불리한 방향으로 지나치게 확장해석하거나 유추해석하는 것은 죄형법정주의의 원칙에 어긋나는 것으로서 허용되지 않는다[2]
- 블로그’, ‘미니홈페이지’, ‘카페’ 등의 이름으로 개설된 인터넷 게시공간의 운영자가 게시된 타인의 글을 삭제할 권한이 있는데도 이를 삭제하지 아니한 경우를 국가보안법 제7조 제5항의 ‘소지’행위로 보는 것은 유추해석금지원칙에 반한다.[3]
- 위법성 및 책임의 조각사유나 소추조건, 또는 처벌조각사유인 형면제 사유 에 관하여 그 범위를 제한적으로 유추적용하게 되면 행위자의 가벌성의 범 위는 확대되어 행위자에게 불리하게 되므로 유추해석금지의 원칙에 반한다.[4]
- 게임산업진흥에 관한 법률 제32조 제1항 제7호는 “누구든지 게임물의 이 용을 통하여 획득한 유무형의 결과물을 환전 또는 환전알선하거나 재 매입을 업으로 하는 행위를 하여서는 아니된다”고 정하고 있는데, 여기 에서의 '환전'을 '게임결과물을 수령하고 돈을 교부하는 행위뿐만 아니라 '게임결과물을 교부하고 돈을 수령하는 행위'도 포함되는 것으로 해석하 는 것은 유추해석금지의 원칙에 반하지 않는다.[5]
- 항로가 공중의 개념을 내포한 말이고, 입법자가 그 말뜻을 사전적 정의 보다 넓은 의미로 사용하였다고 볼 자료가 없으므로, 지상의 항공기가 이동할 때 '운항 중'이 된다는 이유만으로 그때 다니는 지상의 길까지 '항로'로 해석하는 것은 문언의 가능한 의미를 벗어난 해석이다.[6]

## 같이 보기
- 죄형법정주의
- 준용(유추적용)